# MANA meets Blue Bajou
MANA meets Blue Bajou（マナ ミーツ ブルー バユー）は、日本のバンドである。

## メンバー
- 若林愛（東京都八王子市出身、A型、1986年7月26日 - ）（結成時 - ）：ボーカル/ギター
- 神林亮太（神奈川県藤沢市出身、O型、1987年5月3日 - ）（2007年9月加入 - ）：ベース/ピアノ

## 旧メンバー
- 2Z（神奈川県横浜市出身、A型、1977年8月21日 - ）（結成時 - 2008年3月脱退）：ドラム
- 坂庭淳太（千葉県出身、B型、1982年2月3日 - ）（2008年5月加入 - 2009年9月脱退）：ドラム/ギター/トランペット
- ササキアキラ（中国遼寧省鞍山市出身、A型、1988年11月5日 - ）（2009年10月加入 - 2012年10月脱退）：ドラム[1]
- 浅野ケン（神奈川県小田原市出身、A型、1975年2月3日 - ）（結成時 - 2012年11月脱退）：ギター/シンセサイザー

## サポートメンバー
- 工藤勝洋（神奈川県南足柄市出身、AB型、1977年2月2日 - ）：ベース[2]
- 伊沢純一（神奈川県横浜市出身、O型、1984年5月6日 - ）：ベース[3]
- 成田浩一郎（神奈川県藤沢市出身、A型、1967年9月8日 - ）：ギター/シンセサイザー[4]
- Sonoko Nakada：バイオリン[5]
- 仙土ゆき：サックス[6]

## 概要
2007年1月、元PLIMEの若林愛を中心に、元Virgin Berryの浅野ケン、元スペースカンフーマンの2Zの3人で結成。

2008年10月1日にリリースされたコンピレーションアルバム『nexTreasure '08』に代表作「100,000粒/h」を収録しリスナー人気投票で1位を獲得。

2009年5月27日アルバム『prologue』でCDデビュー。

2012年10月に三代目ドラマーのササキアキラが、同11月にギタリストの浅野ケンが相次いで脱退し、以降ライブやCDリリースは一切無く事実上の解散もしくは活動休止状態にある。

## 特徴
ライブではボーカル、ギター、ベース、ドラムの4人編成でそれ以外のパートは自動演奏を同期させているが、CDのクレジットによるとレコーディングではメンバー夫々が複数のパートを兼任している。

作詞は全てボーカルの若林愛が担当している。

80年代のポップスやロックを彷彿とさせる音楽性から所属レーベルであったユニオンミュージックジャパンの公式サイトでは「続80'sサウンドを具現化したバンド」と紹介されていた。

## エピソード
2006年9月にダンスボーカルユニットPLIMEを脱退した若林愛が、PLIME在籍当時にプロデューサーであった元Virgin Berryの浅野ケンをはじめ、交流のあったミュージシャンを誘い活動を再開したことが結成の経緯。

既にプロミュージシャンとしても活動していたメンバーのスケジュール調整が困難であったことから、結成から暫くの期間のライブは複数のミュージシャンがエキストラ出演していた。

バンド名に含まれるBlue Bajouとは紫色のバラの品種名である。何故Blue BajouなのかについてはPLIME時代に若林愛のイメージカラーが紫色であったことから、PLIMEのジャケット写真などを担当していたカメラマンの岡克己が、そのバラの写真を若林に贈って以来彼女のシンボルフラワーになったことが挙げられる。また、バンド名でありながらMANAを冠にしている点について当時のメンバー浅野ケンはラジオなどで「おじさんメンバーがでしゃばるのも格好悪いからMANAを前面に出しました」と自らを卑下して語っていた。別の番組では「ボン・ジョヴィが好きだったので本当は同じようにボーカルの個人名を取ってMANAというバンド名にしたかった」とも語っている。ファンを中心に「ブルバ」という略称で呼ばれているが、メンバー自身のブログでは「MMBB」と略される場合もある。

PLIME在籍当時からクリエイティブな才能を発揮していた若林愛だが、MANA meets Blue Bajouでも作詞作曲に留まらず衣装デザインやオリジナルグッズデザインも行い、MANA meets Blue Bajou結成2周年記念TシャツがMySpaceの通信販売で月間売れ筋ランキング2位となるなどの実績も残している。また、1stアルバム『prologue』のジャケットでは惜し気もなくセミヌードを披露しているが、これも若林愛本人の発案、アートディレクションによるもの。尚、そのジャケット写真を担当したのも前出の岡克己である。

1stアルバム『prologue』には音楽ライターの長澤智典がライナーノーツとキャッチコピーを寄稿している。

また、同ライナーノーツにはメジャーデビューを控えている旨が記載されていたが、当時のギタリスト浅野ケンがユニオンミュージックジャパンの役員に就任した事が関係し、2ヶ月後に発売されたシングル『True Victory』は同社よりインディーズでのリリースとなった。

シングル『True Victory』のカップリング曲「HIKARI」には、ある漫画家を目指していた女性が同曲を聴いて自分への応援歌だと思って諦めかけていた漫画家への夢に向けてもう一度一歩踏み出したというエピソードがある。

## ディスコグラフィー

### シングル
1. True Victory（2009年7月29日/ユニオンミュージックジャパン）
  1. True Victory（チバテレビ『速報！今日の高校野球』エンディングテーマ/チバテレビ『勝利の女神4』エンディングテーマ/FM FUJI『C-ZONE☆BABY』オープニングテーマ/Kiss-FM KOBE『C-ZONEのドリーム☆キッス』オープニングテーマ）
  2. 100,000粒/h
  3. HIKARI（チバテレビ『アニメ星人』エンディングテーマ）
2. each other（2012年8月3日/ユニオンミュージックジャパン）
  1. each other（チバテレビ『アニメ星人 ときめきレシピ』エンディングテーマ/チバテレビ『おてんこしゃんこ』エンディングテーマ）
  2. mission ～ただ貴方に捧げる～
  3. each other - backing track -
  4. mission ～ただ貴方に捧げる～ - backing track -

### アルバム
1. prologue（2009年5月27日/a.e.records）
  1. Dear
  2. 孤独な月（スカパー!Ch.218ビクトリーチャンネル『杉浦幸のぱちんこPARK season2』エンディングテーマ）
  3. Next Flight (without you)
  4. 灰色な気持ち
  5. 二人をつなぐ手
  6. SUBLIME
  7. DEPARTURE
  8. 感謝の唄
  9. Best Regards

### コンピレーション
1. many minds（2007年10月2日/JSA Records）※35曲中に1曲収録
  1. DEPARTURE
2. nexTreasure '08（2008年10月1日/next records）※10曲中に1曲収録
  1. 100,000粒/h
3. TOKYO NEXT GIRLS（2012年10月17日/SFINX）※11曲中に2収録
  1. each other
  2. mission ～ただ貴方に捧げる～